# 波兰裔新西兰人
波兰裔新西兰人（英語：Polish New Zealanders）是指拥有部分或全部波兰血统的新西兰公民或者居住在新西兰的波兰公民。根据2018年新西兰人口普查的数据，总共有2,871人拥有波兰血统。

## 历史

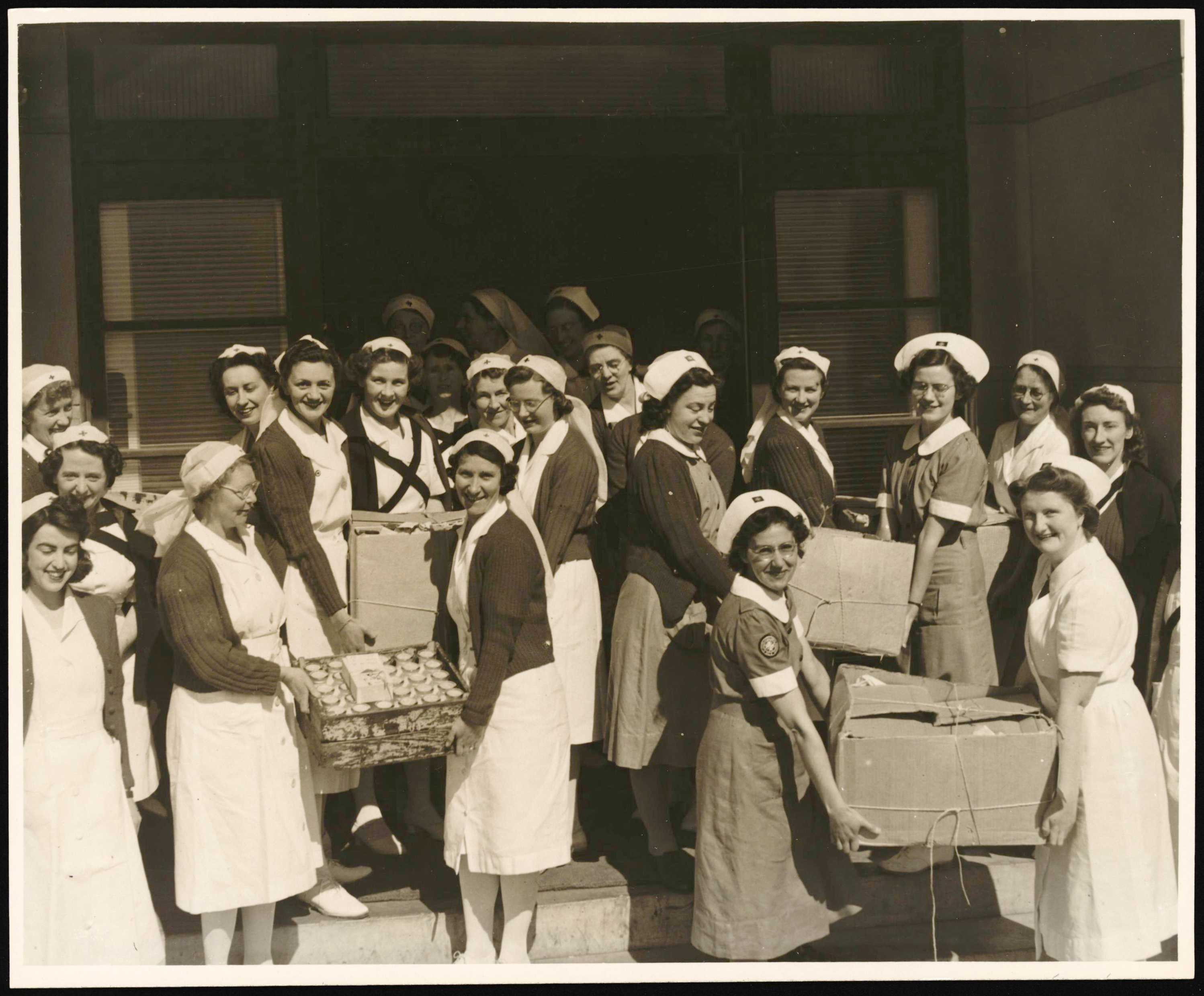
在惠灵顿安置的波兰难民，摄于1944年

在整个19世纪，开始有少量的波兰人抵达新西兰群岛。大多数波兰人受雇于建造新西兰铁路博罗戈登（英語：John Brogden and Sons#Work in New Zealand）段的工程，如奥塔哥（Otago）的格雷敦镇（Greytown）（今阿兰顿）。
在第一次世界大战和第二次世界大战期间，许多波兰人成为难民，其中一些人被安置在新西兰等国家。